# Osteoglossum
Osteoglossum là một chi cá nước ngọt trong họ cá rồng Osteoglossidae thuộc bộ cá rồng (Osteoglossiformes). Hiện hành chi cá này hàm chứa hai loài là cá ngân long (O. bicirrhosum) và cá hắc long (O. ferreirai). Chúng có thể có chiều dài lên đến 1 m (3,3 ft) và môi trường sống của chúng là trong những khu rừng nhiệt đới Nam Mỹ với tập tính phù hợp với rừng rậm.

## Các loài
- Osteoglossum bicirrhosum Cuvier (ex Vandelli), 1829 Cá ngân long: Loài này được tìm thấy ở lưu vự sông Amazon và sông Rupununi và sông Oyapock trong Nam Mỹ cũng như Guyana. Cá này có kích thước tương đối lớn, cơ thể dài, và một cái đuôi nhọn, với vây lưng và vây hậu môn kéo dài về phía vây đuôi nhỏ, nơi chúng gần như hợp nhất. Nó có thể phát triển đến một kích thước tối đa 90 xentimét (35 in)
- Osteoglossum ferreirai Kanazawa, 1966 Cá hắc long: Sống ở nơi nước tĩnh của lưu vực sông Amazon và sông Essepuibo của Nam Mỹ. Chúng thường được nuôi trong hồ. Loài này có một cơ thể dài và một đuôi nhọn và có thể phát triển đến một kích thước tối đa 90 cm (35 in). Loài này còn được gọi là khỉ nước hoặc cá khỉ, vì theo nghĩa đen có thể nhảy ra khỏi nước và bắt con mồi của nó. Nó thường bơi gần mặt nước chờ con mồi.